# Polizeiruf 110: Die Schlacht
Die Schlacht ist ein deutscher Kriminalfilm von Thomas Bohn aus dem Jahr 2003, produziert im Auftrag des ORB. Es ist die 246. Folge innerhalb der Filmreihe Polizeiruf 110 und der sechste Fall für Polizeihauptmeister Horst Krause und der zweite Fall für Kriminalhauptkommissarin Johanna Herz.

## Handlung
In Brandenburg wird die Schlacht bei Großbeeren von 1813 gegen Napoleon nachgestellt. Doch dann wird der fränkische Weinhändler und Sponsor der Veranstaltung, Hajo Porst, tot aufgefunden. Johanna Herz und Horst Krause stehen aufwendige Ermittlungen bevor, sie müssen alle Akteure und Verantwortlichen nach ihrem Alibi fragen. Dabei hat Herz die glorreiche Idee, Krause als Rekrut bei den Teilnehmern der Schlacht einzuschleusen. So kann er sich während der Übungen besser dort umhören. Außerdem wurden aus einem Biwak Ausrüstungsgegenstände wie preußische Infanteriesäbel und auch Gewehre gestohlen, die er dabei wiederfinden will, was ihm am Ende auch gelingt.
Unter den Freunden des Spektakels der Schlacht ist auch die Autorin historischer Schriften, Amelie Wieland, die mit Porst gut befreundet war. Robert Beck, der Lebensgefährte der Kommissarin, kennt Amelie gut und weiß von einer alten Geschichte, die Amelie, ihren Schwager Frank und Porst verbindet. Auch heute sind sie geschäftlich miteinander verknüpft, denn Frank Wieland bezieht seine Ware von Porst. Aufgrund schlecht gehender Geschäfte, hatte Wieland Schulden bei seinem Lieferanten. Dafür sollte er ihm helfen, ein altes Grab zu finden. Als Amelie Wieland herausfand, dass sich Hajo Porst an diesem historischen Fund bereichern wollte, hat sie sich mit ihm gestritten. In der Folge dessen ist er gestürzt und hatte sich das Genick gebrochen.
Im Rahmen der Untersuchungen um den Tod von Hajo Porst erfährt Frank Wieland, dass ihn sein eigener Bruder seinerzeit an die Staatssicherheit verraten hatte. Er wollte Hajo Porst, der sich in Amelie verliebt hatte, helfen, sie aus der DDR zu schmuggeln. Dafür musste er Jahre ins Gefängnis. Um sich dafür zu rächen, lädt er sein Gewehr mit echten Kugeln und will ihn während der Spielschlacht erschießen. Herz kann dies verhindern und Krause nimmt Frank Wieland fest.

## Hintergrund
Die Schlacht wurde von „DOKfilm Fernsehproduktion GmbH“ und der „Degeto Film“ im Auftrag des ORB produziert und in Fresdorf, Diedersdorf, Genshagen und Großbeeren gedreht. Am 2. Februar 2003 wurde der Film im Ersten zur Hauptsendezeit erstmals ausgestrahlt.
Ulrike Folkerts, die in der Krimireihe Tatort die Kommissarin Lena Odenthal verkörpert, spielt in diesem Polizeiruf eine Nebenrolle.

## Kritik
Die Kritiker der Fernsehzeitschrift TV Spielfilm vergaben die bestmögliche Wertung (Daumen nach oben) und schrieben: „Tragödie um Liebe, Lügen und Verrat“.